# 舒格邦
舒格邦（SugarBun）是一家馬來西亞快餐店，起源於砂拉越古晉。該品牌創立於1979年，最初以冰淇淋店的形式經營，後來轉型為快餐店。 其主要據點位於砂拉越，在馬來西亞其他州屬，以及汶萊與孟加拉也設有分店。
舒格邦菜單提供多樣料理，包括炸壓力雞，香飯以及魚排堡，深受顧客的喜愛。除了經典餐點外，舒格邦也融入了本地的砂拉越與婆羅洲飲食文化，滿足顧客的不同口味與喜好。